# 콴고
콴고(quango 또는 QUANGO, QuANGO 또는 QANGO)는 정부가 권한을 위임했지만 여전히 정부 기관에서 부분적으로 통제하거나 자금을 지원하는 조직이다. 이 용어는 원래 "준 NGO"(quasi NGO)의 줄임말로, NGO는 비정부 기구의 약자이다.
원래 이름에서 알 수 있듯이 콴고는 NGO와 공공 부문 기관의 요소가 모두 포함된 혼합 형태의 조직이다. 이 용어는 영국에서 가장 많이 사용되며, 그보다 덜하지만 핵심 및 중부 영미권의 다른 국가에서도 사용된다.
영국에서 콴고라는 용어는 "비부처 공공 기관"(NDPB), 비부처 정부 부서 및 행정 기관을 포함한 다양한 "상대방과 거리를 둔" 정부 기관을 포괄한다.
경멸적인 의미로 다양한 종류의 공공 기관에 널리 적용되었으며, 이 확장된 용도와 일관성을 유지하기 위해 다양한 백로님을 사용했다. 가장 인기 있는 것은 "준자율적 비정부 기구"(Quasi-autonomous non-governmental organization)로, 약어가 캉고("qango" 또는 "QANGO")로 수정되었다.

## 같이 보기
- 영국의 정부 부처
- 관청
- 독립기관